# Storskären
Storskären är öar i Finland. De ligger i Skärgårdshavet eller Norra Östersjön och i kommunen Kimitoön i den ekonomiska regionen  Åboland i landskapet Egentliga Finland, i den sydvästra delen av landet. Öarna ligger omkring 72 kilometer söder om Åbo och omkring 150 kilometer väster om Helsingfors.
Arean för den av öarna koordinaterna pekar på är 0,6 hektar och dess största längd är 120 meter i sydväst-nordöstlig riktning. Ön höjer sig omkring 10 meter över havsytan.